# Voorburg 't Loo
Voorburg 't Loo – stacja metra w Rotterdamie, położona na linii  E (niebieskiej). Została otwarta 29 października 2006. Stacja znajduje się w gminie Leidschendam-Voorburg w miejscowości Voorburg i jest również stacją w systemie kolei RandstadRail, łączącej Rotterdam z Hagą.